# Navigationsakte
Die Navigationsakte (sprachlich falsche, aber gebräuchliche Übersetzung von englisch Navigation Acts ‚Navigationsgesetze‘ oder ‚Schifffahrtsgesetze‘) waren eine Serie von Gesetzesbeschlüssen des englischen Parlaments zur Regulierung von Schifffahrt und Seehandel.

## Inhalte
Die Navigationsakte behielten die gesamte Einfuhr außereuropäischer Güter nach England sowie den gesamten Küstenhandel und die Fischerei in englischen Gewässern englischen Schiffen vor und gestatteten die Einfuhr europäischer Waren nur auf englischen Schiffen und solchen der Ursprungsländer. Diese Bestimmungen waren unmittelbar darauf gerichtet, den einträglichen Zwischenhandel der Niederlande mit England und den englischen Kolonien zu beseitigen und den aktiven Handel Englands an seine Stelle zu setzen. Dies war der Beginn der britischen Form des Merkantilismus.
Die erste Navigationsakte, unter der Leitung von Oliver Cromwell verfasst, wurde am 9. Oktober 1651 verabschiedet und trat am 1. Dezember des Jahres in Kraft. Bewusst nahm Cromwell damit die militärische Auseinandersetzung mit den Niederlanden in Kauf. Die Bestimmungen waren ein schwerer Schlag gegen den niederländischen Handel und führten direkt zum ersten niederländisch-englischen Seekrieg. Im Vertrag von Westminster mussten die Niederlande 1654 schließlich die Navigationsakte anerkennen. Damit war ihre Vorherrschaft im Welthandel erstmals wirklich bedroht, und England konnte in der Folgezeit seine Stellung als eigenständige Wirtschaftsmacht ausbauen.
Zwei Jahrhunderte lang bestimmten die Navigationsakte, oft ergänzt und zum Teil abgemildert, die britische Handelspolitik. Erst 1854 wurden sie endgültig aufgehoben. Sie waren von erheblicher Bedeutung für Englands Aufstieg zur ersten See- und Handelsmacht. Der deutsche Historiker Leopold von Ranke schreibt in seiner Englischen Geschichte, „[…] daß sie von allen Parlamentsakten diejenige ist, welche die umfassendsten Folgen für England und die Welt herbeigeführt hat.“ Man nannte diese Gesetze auch die magna charta maritima Großbritanniens.